# Муртузали Бутринский
Муртузали Бутринский (Гаджи Муртузалиев) (1810 - 15 августа 1946) — согласно дагестанским легендам, талантливый лекарь, один из первых лекарей в Дагестане, помощник русского хирурга Н. И. Пирогова.

## Биография
Документальных источников о жизни Муртузали не имеется. Впервые о нём упомянул в своей диссертации Р. Ш. Аликишиев в 1955 году и в 1958 году — в монографии, написанной на ее основе. В монографии автор указывал:

Большой интерес представляет обнаруженный нами в селении Левашах в 1954 г. большой набор хирургических инструментов, которыми пользовался Гаджи Муртузалиев из селения Бутри Акушинского района около 100 лет. Эти инструменты подарил Н. И. Пирогов в 1847 г. под Салтами Муртузалиеву как одному из своих ассистентов из горских врачей.

Дальнейшие подробности «биографии» документальными источниками не подтверждаются.
Муртузали родился в 1810 году в семье, где был старшим из пяти братьев. В 1847 году в разгар Кавказской войны в Дагестан прибыл Н. И. Пирогов. В селении Леваши хирургу понадобился переводчик, и торговцы указали ему на Муртузали. Русский язык тот выучил в Баку, куда с сельчанами ездил на нефтяные промыслы на заработки. Бутринский был известным в округе костоправом, удалял зубы. Пирогов предложил ему стать своим переводчиком и ассистентом, он согласился и многократно ассистировал Пирогову при операциях, в том числе с применением эфирного наркоза. Кроме того, Пирогов обучил его «ампутировать конечности, удалять камни из мочевого пузыря, перевязывать крупные сосуды и останавливать кровотечение».
В 1853 году, после начала Крымской войны, Пирогов пригласил Муртузали к себе помощником, и тот вскоре выехал в действующую армию. Здесь он впервые увидел сестер милосердия. За Севастопольскую компанию он был награжден медалью, а также ему царским правительством была назначена пенсия. Сразу после войны Бутринский совершил хадж; в дальнейшем несколько десятилетий продолжал врачебную деятельность. В 1914 году переселился в село Леваши, где купил на накопленные деньги большой каменный дом, здесь он впервые в Дагестане открыл частную больницу. Был в дружеских отношениях с С. Орджоникидзе, А. Тахо-Годи, Д. Коркмасовым, Э. Капиевым, Али-хаджи Акушинским. Умер в 1946 году.
Помимо отсутствия документов, на вымышленность биографии указывают два главных обстоятельства:
- после поездки на Кавказ Пирогов издал подробный «Отчет о путешествии по Кавказу», где изложил все события, участников которых являлся, описание перемещений по региону, а также видение вопросов организации медицинской помощи в армии, однако в работе нигде не упоминается Муртузали;
- отсутствие имени Муртузали в посемейных списках Бутринского сельского общества, составленных в середине 1880-х годов.

## Память
В 1960 году на стене дома Бутринского в Левашах была установлена мемориальная плита.